# Oleg Fissounenko
Oleg Fissounenko (en russe : Фисуненко, Олег Петрович) (1930-2003), est un paléontologue et géologue spécialiste de l'Ukraine.

## Biographie
Il fit ses études à l'Université nationale de Kharkiv et devint docteur en stratigraphie et géologie en 1973, professeur à l'université de Louhansk.
Il fut un membre actif de nombreuses académies des sciences comme l'Académie des sciences de New York en 1994 et récipiendaire de l'Ordre de l'Amitié des peuples.